# 坂出丸亀バイパス

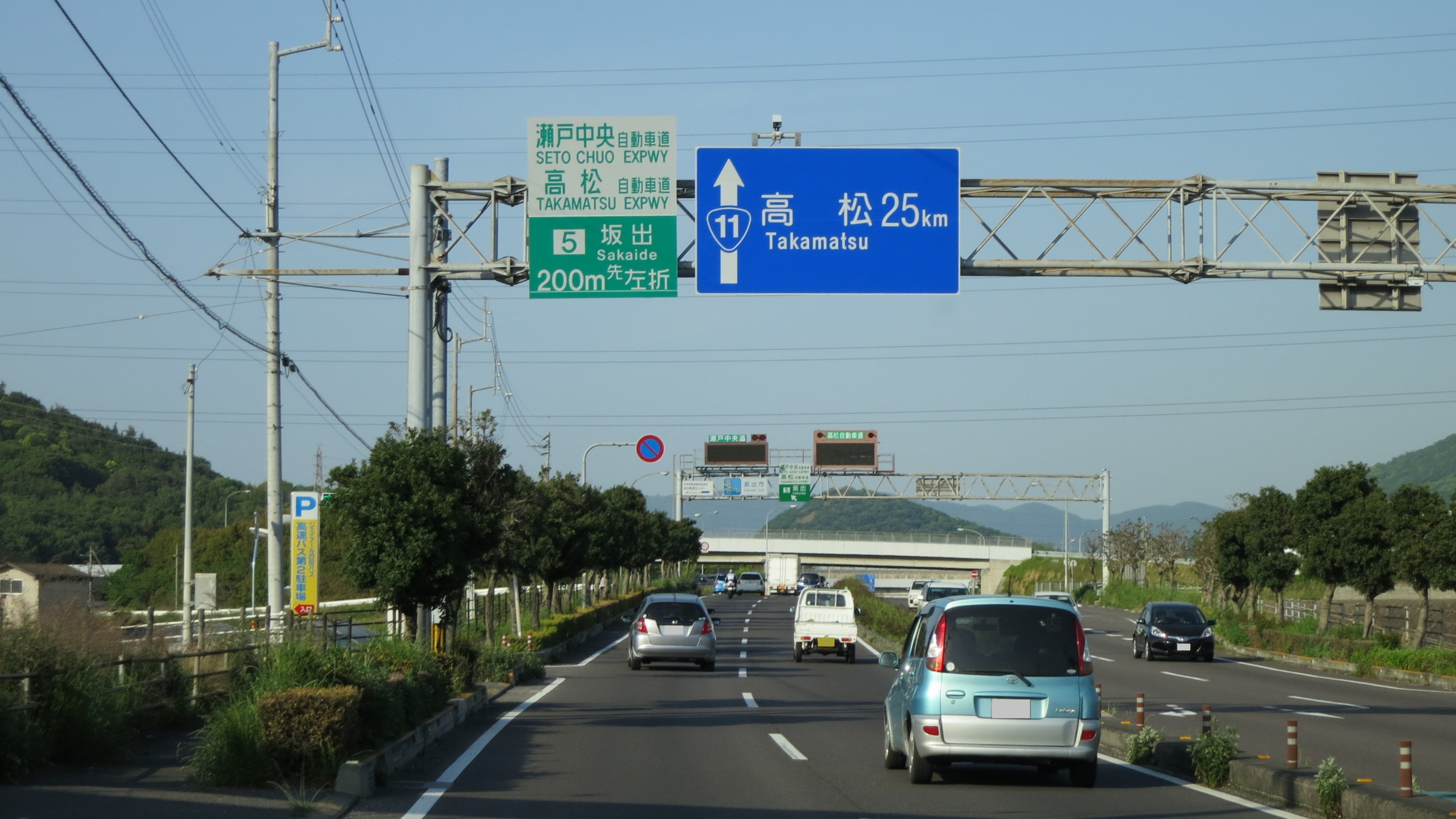
坂出丸亀バイパス
瀬戸中央自動車道 坂出IC付近
香川県綾歌郡宇多津町

坂出丸亀バイパス（さかいでまるがめバイパス）は香川県坂出市から善通寺市に至るバイパス道路である。

## 概要
延長20.4 kmの国道11号バイパスとして建設された道路で、交通混雑の緩和および、交通安全の確保を目的としたものである。現在は国道11号の一部となっており、全線完成供用している。
全線完成4車線供用している。全線を通して走りやすく、特に別名で金山高速とも呼ばれる金山トンネル付近は、80 km/h以上で車が流れている。この区間は白バイによる取締りが多く下り線はオービスもあり、速度超過に注意が必要である。
金山トンネルを挟んだ上氏部交差点 - 津ノ郷交差点の約6.5 km区間は主要交差点すべてが立体交差になっているため平面交差による信号機が2ヶ所の感知式信号機しかなく、カーブの線形も良いなどの理由で、四国地方整備局が認定する唯一の走りやすさSランクの区間である。すなわち、この区間は四国地方の全一般道路中最も走りやすい区間ということになる。金山トンネルの前後（西庄跨線橋西詰 - 福江高架橋東詰）約3.7 km区間における舗装は、アスファルトではなくコンクリートが使用されており、他区間と比較して路面が白くなっている。

### 路線データ
- 起点：坂出市府中町（前谷東交差点＝国道11号高松南バイパスと接続、香川県道33号高松善通寺線交点）[2]
- 終点：善通寺市中村町（中村町交差点＝香川県道212号多度津善通寺線交点）[2]
- 延長：20.4km[2]
- 規格：第3種第1級[2]
- 車線数：完成4車線[2]
- 道路幅員：25.0m[2]
- 車線幅員：3.5m[2]
- 設計速度：80km/h[2]
- 制限速度：60km/h

## 歴史
- 1971年（昭和46年）4月 事業化[3]
- 1972年（昭和47年）11月 都市計画決定
- 1973年（昭和48年） 用地着手
- 1974年（昭和49年） 工事着手
- 1979年（昭和54年）4月 バイパス部で初となる丸亀市飯野町〜同市原田町間（L=3.9km）の暫定2車線供用[4]
- 1980年（昭和55年）3月 宇多津町津の郷〜丸亀市飯野町間（L=2.1km）の暫定2車線供用[4]
- 1980年（昭和55年）12月 都市計画決定
- 1982年（昭和57年）3月 坂出市西庄町〜宇多津町津の郷間（L=5.8km）の暫定2車線供用[4]
- 1983年（昭和58年）2月 坂出市加茂町〜同市西庄町間（L=2.8km）の暫定2車線供用[4]
- 1984年（昭和59年）3月 坂出市府中町〜同市加茂町間（L=2.7km）の暫定2車線供用[4]により、実質上の第一期区間となる坂出市府中町〜丸亀市原田町間（L=17.3km）が暫定ながら開通
- 1987年（昭和62年）12月 丸亀市原田町〜国道319号善通寺バイパス間（L=0.7km）の完成4車線供用
- 1987年（昭和62年）12月16日 高松自動車道の初となる善通寺IC〜川之江JCT間が開通
- 1988年（昭和63年）3月 段階的に4車線供用してきた坂出市府中町〜丸亀市原田町間（L=17.3km）が全て完了し、1988年（昭和63年）4月の瀬戸中央自動車道開通に合わせて周辺の道路整備が整う
- 1998年（平成10年）2月 丸亀市原田町〜善通寺市金蔵寺町間（L=0.3km）の暫定2車線供用
- 1999年（平成11年）7月 丸亀市原田町〜善通寺市金蔵寺町間（L=0.3km）の完成4車線供用
- 2003年（平成15年）3月 善通寺市金蔵寺町〜同市稲木町間（L=1.3km）の完成4車線供用（多度津高架橋の供用）し、現道まで接続
- 2003年（平成15年） 都市計画決定
- 2004年（平成16年）1月 原田高架橋（L=1.1km）の工事着手
- 2005年（平成17年）1月 原田高架橋（L=1.1km）の完成4車線供用[5]
- 2007年（平成19年）2月 善通寺市稲木町〜同市中村町（現道拡幅区間：L=0.9km）間の暫定2車線供用
- 2008年（平成20年）12月 善通寺市稲木町〜同市中村町（現道拡幅区間：L=0.9km）の完成4車線供用[6]
- 2009年（平成21年）3月20日 西庄高架橋のOFFランプ橋（松山方面から）の供用開始[7]

### 今後の見通し
- 坂出市加茂町の上氏部交差点には高架橋用地と思われるグリーンベルトが残されており、将来的には立体交差となる可能性を残している。

## 路線状況

### 重複区間
- 香川県道187号林田府中線 鴨川新橋北交差点 - 上氏部交差点
- 国道319号 川津交差点 - 原田西交差点

### 道路施設

#### 橋梁
- 府中高架橋（402m）
- 新綾川大橋（97m）
- 西庄高架橋（308m）
- 西庄跨線橋（100m）
- 福江高架橋（262m）
- 川津高架橋（250m）
- 新大束川橋（55m）
- 丸亀大橋（166m）
- 競技場大橋（61m）
- 原田高架橋（860m）
- 多度津高架橋（335m）

#### トンネル
- 金山トンネル（上り：480m 下り：575m）

## 交差・接続している道路
| 距離標 （徳島起点）                        | 接続する道路 北← ＜国道11号坂出丸亀バイパス＞ →南 | 接続する道路 北← ＜国道11号坂出丸亀バイパス＞ →南 | 交差点         | 交差点   | 交差点   |
| ------------------------------------------ | ------------------------------------------------- | ------------------------------------------------- | -------------- | -------- | -------- |
| ↑国道11号高松南バイパス （高松・徳島方面） |                                                   |                                                   |                |          |          |
| 93.6km                                     | ＜丸亀街道＞ 県道33号高松善通寺線                 | ＜丸亀街道＞ 県道33号高松善通寺線                 | 前谷東         | 坂出市   | 府中地区 |
| 96.3km                                     | 市道                                              | 県道187号林田府中線                               | 鴨川新橋北     | 坂出市   | 加茂地区 |
| 96.8km                                     | 県道180号鴨川停車場五色台線                       | 県道180号鴨川停車場五色台線                       | 加茂           | 坂出市   | 加茂地区 |
| 97.8km                                     | 県道187号林田府中線                               | -                                                 | 上氏部         | 坂出市   | 加茂地区 |
| 98.8km                                     | 綾川                                              | 綾川                                              | 新綾川橋       | 坂出市   | 加茂地区 |
| 98.8km                                     | 綾川                                              | 綾川                                              | 新綾川橋       | 坂出市   | 西庄地区 |
| 99.1km                                     | 県道33号高松善通寺線                              | 県道33号高松善通寺線                              | 西庄           | 坂出市   |          |
| 金山トンネル                               |                                                   |                                                   |                | 坂出市   |          |
| 本庁地区                                   |                                                   |                                                   |                | 坂出市   |          |
| 103.8km                                    | 県道19号坂出港線                                  | 国道438号                                         | 川津           | 坂出市   |          |
| 103.8km                                    | 県道19号坂出港線                                  | 国道438号                                         | 川津           | 坂出市   | 川津地区 |
| 104.5km                                    | E30 瀬戸中央自動車道                              | E11 高松自動車道坂出支線                          | 坂出IC         | 坂出市   |          |
| 104.7km                                    | 大束川                                            | 大束川                                            | 新大束川橋     | 坂出市   |          |
| 104.7km                                    | 大束川                                            | 大束川                                            | 新大束川橋     | 宇多津町 | 東分     |
| 105.0km                                    | 県道191号富熊宇多津線                             | 県道191号富熊宇多津線                             | 津ノ郷         | 宇多津町 | 東分     |
| 105.6km                                    | 町道                                              | 県道193号川津丸亀線                               | 鍋谷           | 宇多津町 | 東分     |
| 105.8km                                    | 県道194号飯野宇多津線                             | -                                                 | 鍋谷西         | 宇多津町 | 東分     |
| 105.8km                                    | 県道193号川津丸亀線                               | -                                                 | 鍋谷西         | 宇多津町 | 東分     |
| 106.1km                                    | 市道                                              | 県道194号飯野宇多津線                             |                | 丸亀市   | 飯野地区 |
| 107.1km                                    |                                                   | 市道飯野土器線                                    | 飯野           | 丸亀市   | 飯野地区 |
| 107.2km                                    | 県道195号岡田丸亀線                               | 県道195号岡田丸亀線                               |                | 丸亀市   | 飯野地区 |
| 107.3km                                    | 土器川                                            | 土器川                                            | 丸亀大橋       | 丸亀市   | 飯野地区 |
| 107.3km                                    | 土器川                                            | 土器川                                            | 丸亀大橋       | 丸亀市   | 土器地区 |
| 107.6km                                    | 県道21号丸亀詫間豊浜線                            | 県道46号長尾丸亀線                                | 西村           | 丸亀市   |          |
| 109.3km                                    | 県道204号丸亀停車場線                             | 県道4号丸亀三好線                                 | 柞原           | 丸亀市   | 南地区   |
| 110.3km                                    | 市道                                              | 県道206号原田琴平線                               | 田村東         | 丸亀市   | 南地区   |
| 111.0km                                    | 県道33号高松善通寺線                              | 県道33号高松善通寺線                              | 丸亀原田       | 丸亀市   | 竜川地区 |
| 111.6km                                    | -                                                 | 国道319号                                         | 原田西         | 丸亀市   | 竜川地区 |
| 111.7km                                    | 金倉川                                            | 金倉川                                            | 競技場大橋     | 丸亀市   | 竜川地区 |
| 111.7km                                    | 金倉川                                            | 金倉川                                            | 競技場大橋     | 善通寺市 | 竜川地区 |
| 112.6km                                    | 県道25号善通寺多度津線                            | 県道25号善通寺多度津線                            | 小塚           |          | 竜川地区 |
| 112.6km                                    | 県道25号善通寺多度津線                            | 県道25号善通寺多度津線                            | 小塚           | 多度津町 | 豊原地区 |
| 113.1km                                    | 県道33号高松善通寺線                              | 県道33号高松善通寺線                              | 多度津高架橋西 | 多度津町 | 豊原地区 |
| 113.1km                                    | 県道33号高松善通寺線                              | 県道33号高松善通寺線                              | 多度津高架橋西 | 善通寺市 | 筆岡地区 |
| 114.1km                                    | 県道212号多度津善通寺線                           | 県道212号多度津善通寺線                           | 中村町         | 善通寺市 | 筆岡地区 |
| ↓国道11号 （松山方面）                     |                                                   |                                                   |                |          |          |

## 通過市町村
- 坂出市 - 綾歌郡宇多津町 - 丸亀市 - 仲多度郡多度津町 - 善通寺市
多度津町は多度津高架橋の供用開始まで町内に一般国道が全く通っていなかったが、供用開始後わずかに通っている。

## 当該道路の位置関係
- （松山方面） - 坂出丸亀バイパス - 高松南バイパス - （徳島方面）
- （高知方面） - 善通寺バイパス - 坂出丸亀バイパス

## 交通量
全線を通した平均交通量は3万3962台。香川県内では高松南バイパス・高松東バイパスに次いで多く、中讃・西讃地方では最多の交通量を擁する。丸亀以東では東へ向かうほど混雑し、起点の坂出市前谷東交差点から丸亀市土器川周辺までの混雑度は設計時の交通容量である「1.00」を超えている。特に起点から上氏部交差点までの混雑度1.72は当バイパス中最高で、この一帯が慢性的混雑状態になっていることを表す数値である。しかし、それとは逆に昼間12時間における平均旅行速度はこの一帯が最も早い区間の一つである。特に、川津交差点-坂出ICと小塚交差点-多度津高架橋西交差点では平均旅行速度が最高速度の60km/h（法定速度）を超えていることから、前後区間も含めたこの周辺の流れが如何に速いかが見て取れる。
その他、原田西交差点の交通量は平日よりも休日の方が多く、全体的に平日の交通量の方が多い香川県内の一般国道の中においては例外地点でもある。

### 2010年
| 区間                            | 観測地点                        | 交通量    | 交通量  | 昼間 混雑度 | 昼間平均旅行速度 | 昼間平均旅行速度 |
| 区間                            | 観測地点                        | 2010年    | 前回比  | 昼間 混雑度 | 上り             | 下り             |
| ------------------------------- | ------------------------------- | --------- | ------- | ----------- | ---------------- | ---------------- |
| 前谷東交差点-鴨川新橋北交差点   | 坂出市加茂町字井出西442番地2    | 3万7579台 | -1874台 | 1.72        | 54.1km/h         | 45.9km/h         |
| 鴨川新橋北交差点-加茂交差点     | 坂出市加茂町字井出西442番地2    | 3万7579台 | -1874台 | 1.72        | 35.7km/h         | 49.2km/h         |
| 加茂交差点-上氏部交差点         | 坂出市加茂町字井出西442番地2    | 3万7579台 | -1874台 | 1.72        | 45.9km/h         | 57.7km/h         |
| 上氏部交差点-西庄交差点         | 坂出市加茂町字松緑456番地1      | 2万8717台 | -2311台 | 1.24        | 41.2km/h         | 47.6km/h         |
| 西庄交差点-川津交差点           | 坂出市川津町字金山1827番地103   | 2万7401台 | -310台  | 1.26        | 51.1km/h         | 47.4km/h         |
| 川津交差点-坂出IC               | 宇多津町大字東分1658番地2       | 3万9788台 | +5112台 | 1.23        | 63.9km/h         | 65.3km/h         |
| 坂出IC-津ノ郷交差点             | 宇多津町大字東分1658番地2       | 3万9788台 | +5112台 | 1.23        | 51.8km/h         | 28.6km/h         |
| 津ノ郷交差点-鍋谷交差点         | 宇多津町大字東分1658番地2       | 3万9788台 | +1880台 | 1.23        | 28.9km/h         | 39.8km/h         |
| 鍋谷交差点-鍋谷西交差点         | 宇多津町大字東分1658番地2       | 3万9788台 | +1880台 | 1.23        | 31.4km/h         | 30.4km/h         |
| 鍋谷西交差点-宇多津町・丸亀市境 | 宇多津町大字東分1658番地2       | 3万9788台 | +1880台 | 1.23        | 27.6km/h         | 28.5km/h         |
| 宇多津町・丸亀市境-県道194号    | 宇多津町大字東分1658番地2       | 3万9788台 | +1880台 | 1.30        | 27.6km/h         | 28.5km/h         |
| 県道194号-飯野交差点            | 宇多津町大字東分1658番地2       | 3万9788台 | +1880台 | 1.30        | 42.8km/h         | 35.6km/h         |
| 飯野交差点-県道195号            | 宇多津町大字東分1658番地2       | 3万9788台 | +1880台 | 1.30        | 13.6km/h         | 23.4km/h         |
| 県道195号-西村交差点            | 丸亀市土器町字池田759番地1      | 3万8726台 | -1202台 | 0.88        | 20.2km/h         | 27.5km/h         |
| 西村交差点-柞原交差点           | 丸亀市土器町字池田759番地1      | 3万8726台 | -1202台 | 0.88        | 35.0km/h         | 34.9km/h         |
| 柞原交差点-丸亀VASALA           | 丸亀市土器町字池田759番地1      | 3万8726台 | -1202台 | 0.88        | 19.6km/h         | 38.5km/h         |
| 丸亀VASALA-田村東交差点         | 丸亀市土器町字池田759番地1      | 3万8726台 | -1202台 | 0.88        | 31.6km/h         | 18.3km/h         |
| 田村東交差点-丸亀原田交差点     | 丸亀市土器町字池田759番地1      | 3万8726台 | -1202台 | 0.88        | 33.5km/h         | 53.2km/h         |
| 丸亀原田交差点-原田西交差点     | 丸亀市原田町西三分一1874番地3   | 2万4771台 | +1294台 | 0.68        | 38.8km/h         | 44.9km/h         |
| 原田西交差点-丸亀市・善通寺市境 | 善通寺市金蔵寺町字川添1864番地4 | 2万1755台 | +1330台 | 0.56        | 34.0km/h         | 39.3km/h         |
| 善通寺市・丸亀市境-小塚交差点   | 善通寺市金蔵寺町字川添1864番地4 | 2万1755台 | +1330台 | 0.49        | 34.0km/h         | 39.3km/h         |
| 小塚交差点-多度津町・善通寺市境 | 善通寺市金蔵寺町字川添1864番地4 | 2万1755台 | +1330台 | 0.49        | 61.0km/h         | 45.8km/h         |
| 善通寺・多度津境-多度津高架橋西 | 善通寺市金蔵寺町字川添1864番地4 | 2万1755台 | +1330台 | 0.48        | 61.0km/h         | 45.8km/h         |
| 多度津高架橋西-中村町交差点     | 善通寺市弘田町字冨頭1013番地1   | 2万2509台 | +425台  | 0.48        | 40.4km/h         | 36.8km/h         |
| 平均                            | 平均                            | 3万3962台 | +595台  | 1.05        | 38.5km/h         | 39.7km/h         |

### 2005年
| 地先                            | 平日24時間 | 平日24時間 | 平日24時間 | 平日24時間 | 休日24時間 | 休日24時間 | 休日24時間 | 休日24時間 | 休日率 |
| 地先                            | 交通量     | 混雑度     | ピーク時   | ピーク時   | 交通量     | 混雑度     | ピーク時   | ピーク時   | 休日率 |
| 地先                            | 交通量     | 混雑度     | 時間       | 旅行速度   | 交通量     | 混雑度     | 時間       | 旅行速度   | 休日率 |
| ------------------------------- | ---------- | ---------- | ---------- | ---------- | ---------- | ---------- | ---------- | ---------- | ------ |
| 坂出市加茂町字井出西442番地2    | 3万9453台  | 1.22       | 7時        | 42.7km/h   | 3万1553台  | 1.01       | 16時       | 45.1km/h   | 82%    |
| 坂出市加茂町字松緑456番地1      | 3万1028台  | 0.99       | 7時        | 30.8km/h   | 2万4976台  | 0.82       | 16時       | 57.1km/h   | 83%    |
| 坂出市川津町字金山1827番地103   | 2万7711台  | 0.83       | 7時        | 41.9km/h   | 2万2173台  | 0.69       | 17時       | 60.0km/h   | 83%    |
| 坂出市川津町字下川津            | 3万4676台  | 0.89       | 7時        | 48.0km/h   | 2万9920台  | 0.79       | 18時       | 55.4km/h   | 89%    |
| 宇多津町東分字本村西1584番地1   | 3万7908台  | 1.03       | 7時        | 23.0km/h   | 3万2513台  | 0.92       | 17時       | 31.6km/h   | 89%    |
| 丸亀市土器町字池田759番地1      | 3万9928台  | 0.87       | 17時       | 28.4km/h   | 3万5992台  | 0.81       | 17時       | 33.6km/h   | 93%    |
| 丸亀市原田町西三分一1874番地3   | 2万3477台  | 0.62       | 18時       | 45.8km/h   | 2万3553台  | 0.64       | 16時       | 60.0km/h   | 103%   |
| 善通寺市金蔵寺町字川添1864番地4 | 2万425台   | 0.59       | 7時        | 31.5km/h   | 1万9791台  | 0.59       | 16時       | 37.2km/h   | 100%   |